# Sarbinowo (powiat koszaliński)
Sarbinowo (niem. Sorenbohm) – wieś letniskowa w północno-zachodniej Polsce, położona w województwie zachodniopomorskim, w powiecie koszalińskim, w gminie Mielno, 7 km na zachód od Mielna i 17 km na północny zachód od Koszalina. Położona nad Morzem Bałtyckim, na Wybrzeżu Słowińskim.

## Opis miejscowości
Według danych z 31 grudnia 2006 r. Sarbinowo zamieszkiwało 558 osób, zameldowanych na stałe. W 2007 r. w Sarbinowie było 178 rolników, którzy płacili podatek rolny.
Nad morzem wyznaczono letnie kąpielisko „Sarbinowo 213” o długości 100 m, przy wejściu od ul. Nadmorskiej obok kościoła. W 2012 r. kąpielisko Sarbinowo spełniało wymogi jakościowe dla wody w kąpielisku Unii Europejskiej.

## Historia
Pierwsze informacje o miejscowości pochodzą z 1309. Przez długi okres wieś znajdowała się w odległości 1,5 km od wybrzeża Bałtyku, jednak w wieku XIX miejscowości groziło pochłonięcie przez morze. Aby temu zapobiec w 1910 postawiono kamienno-betonowy mur oporowy długości 1 km wzdłuż plaży, który zapobiegł dalszej erozji.
Po II wojnie światowej Sarbinowo rozwijało się stosunkowo wolno jako miejscowość wczasowa (głównie ze względu na brak bezpośredniego dojazdu koleją), zachowując wygląd spokojnej osady rybackiej. Tym nie mniej pod koniec lat 60. funkcjonowały tu trzy ośrodki wczasowe FWP („Bajka”, „Mewa” i „Ślązaczka”) dysponujące łącznie ok. 300 miejscami. Działała tu gospoda, sala teatralna, klub prasy FWP, klub-kawiarnia FWP z dancingiem. Polecane były spacery do kąpieliska Chłopy (2 km na wschód) i do latarni morskiej Gąski (4 km na zachód od miejscowości).

## Obiekty zabytkowe
W miejscowości znajduje się neogotycki kościół wzniesiony w 1856 z wysoką wieżą zbudowaną na planie ośmiokąta, dostawioną do fasady, posiadający witraże w ostrołukowych oknach. Na ścianach znajdują się stacje Drogi Krzyżowej namalowane przez Jerzego Nowosielskiego. W Sarbinowie znajduje się także zabytkowa chałupa z 1804. Ma ona ściany konstrukcji szachulcowej z drewna dębowego i kryty trzciną dach. Stanowi ona przykład chałupy rybackiej zwanej wąskofrontową.
Gmina Mielno utworzyła jednostkę pomocniczą sołectwo Sarbinowo, obejmujące 2 miejscowości: Pękalin i Sarbinowo. Mieszkańcy wybierają wspólnie sołtysa oraz radę sołecką, która składa się z 3 do 7 osób.

## Galeria

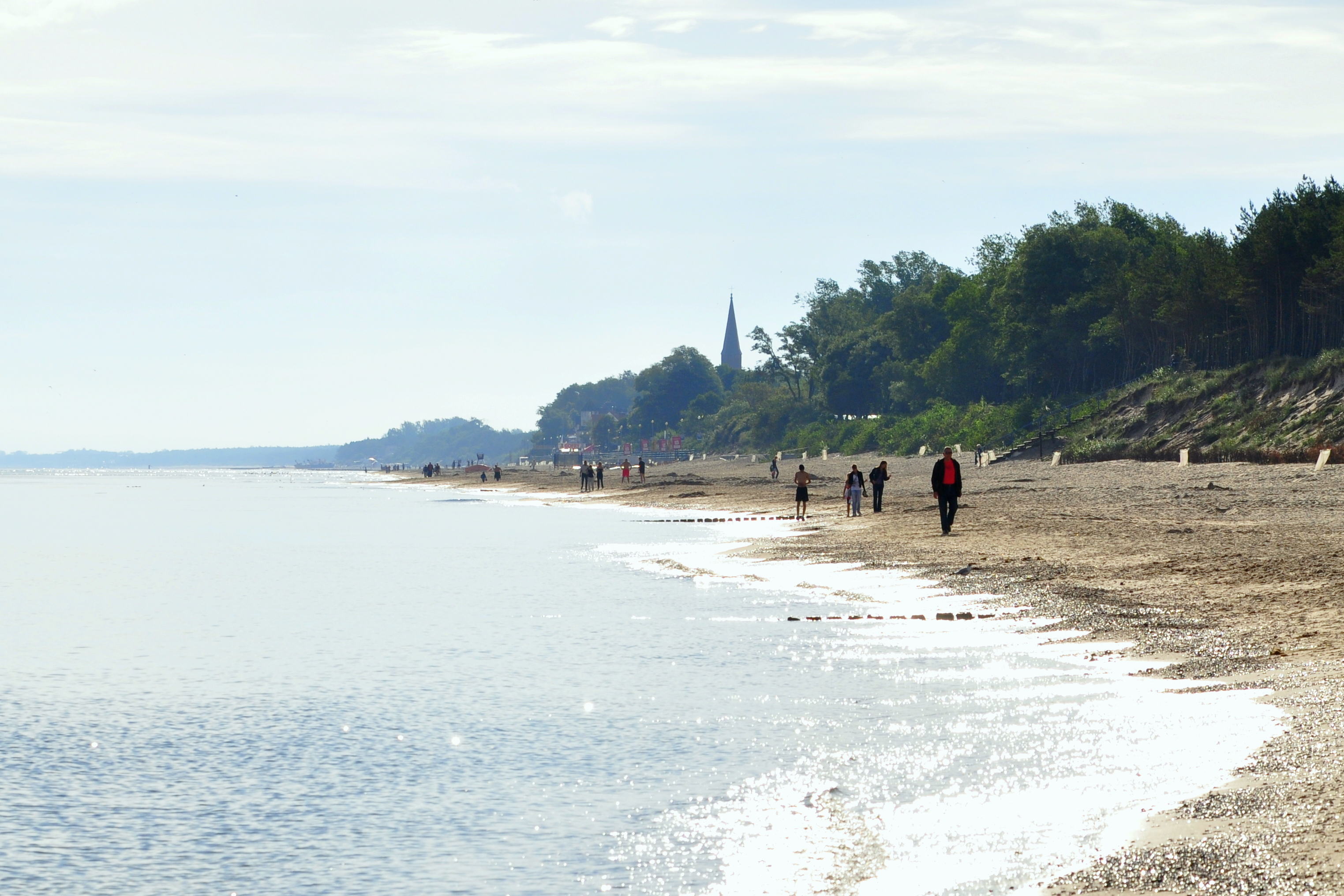
Plaża w Sarbinowie
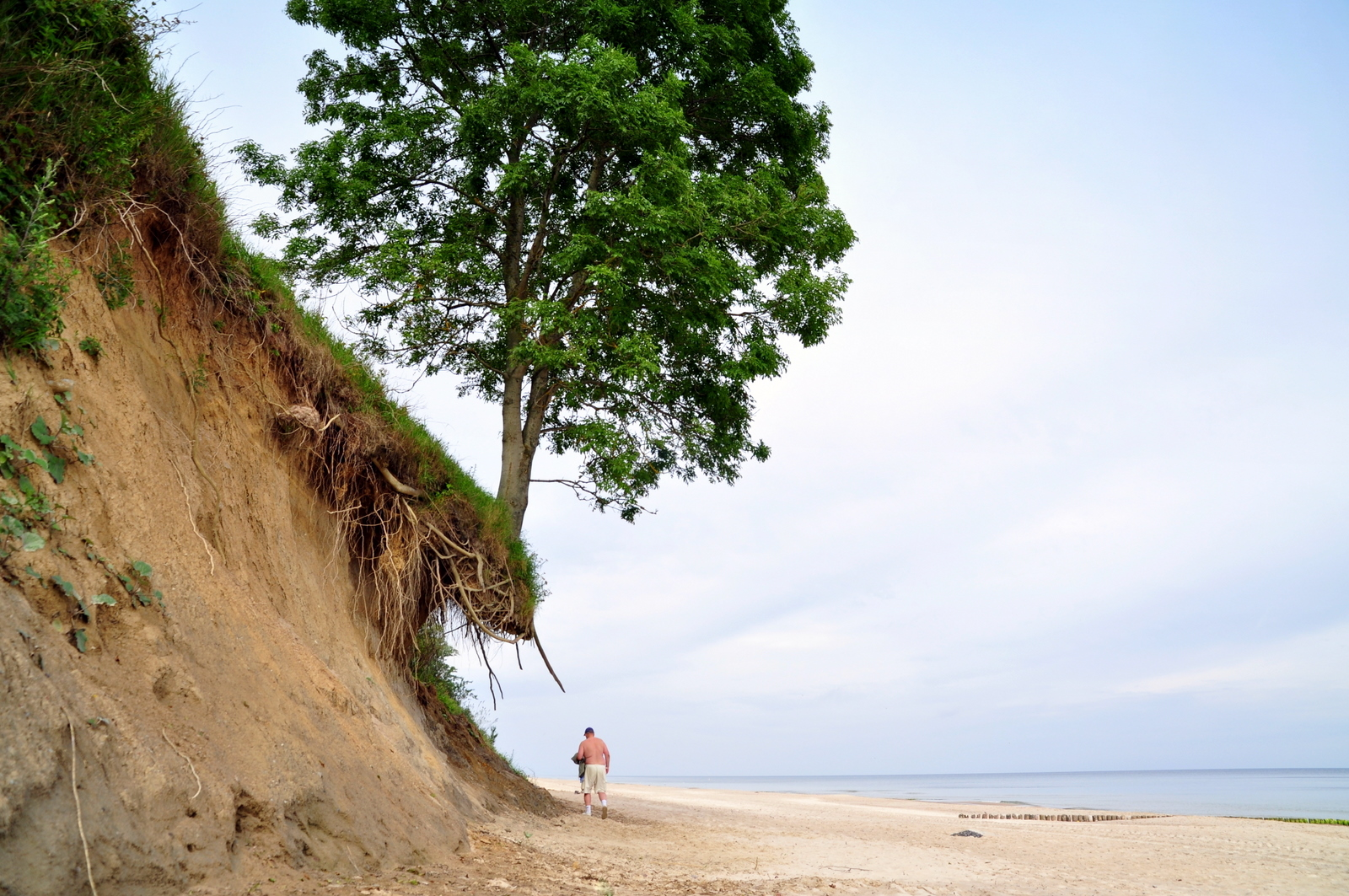
Wybrzeże w okolicach Sarbinowa
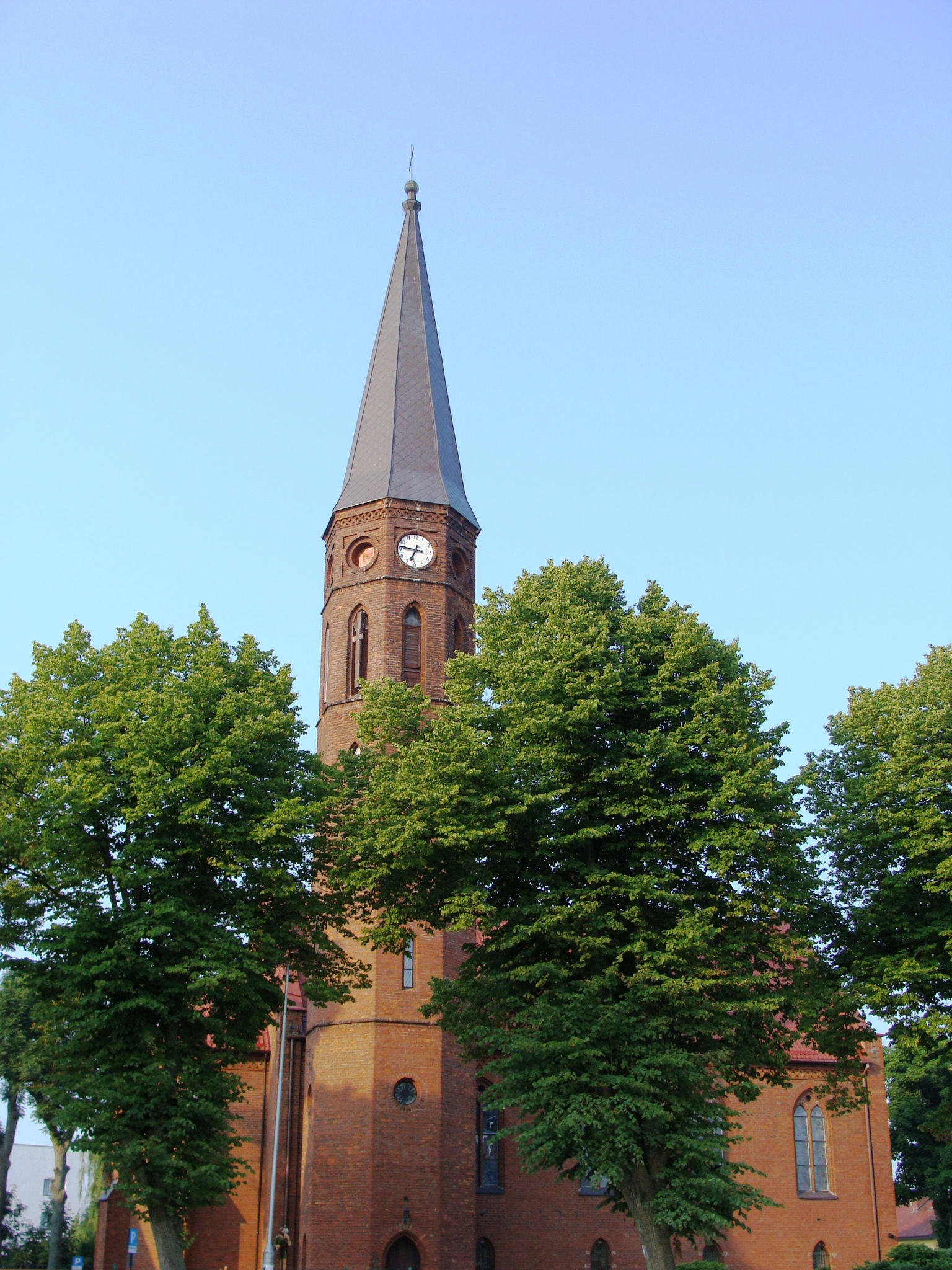
Kościół pw. Wniebowzięcia NMP
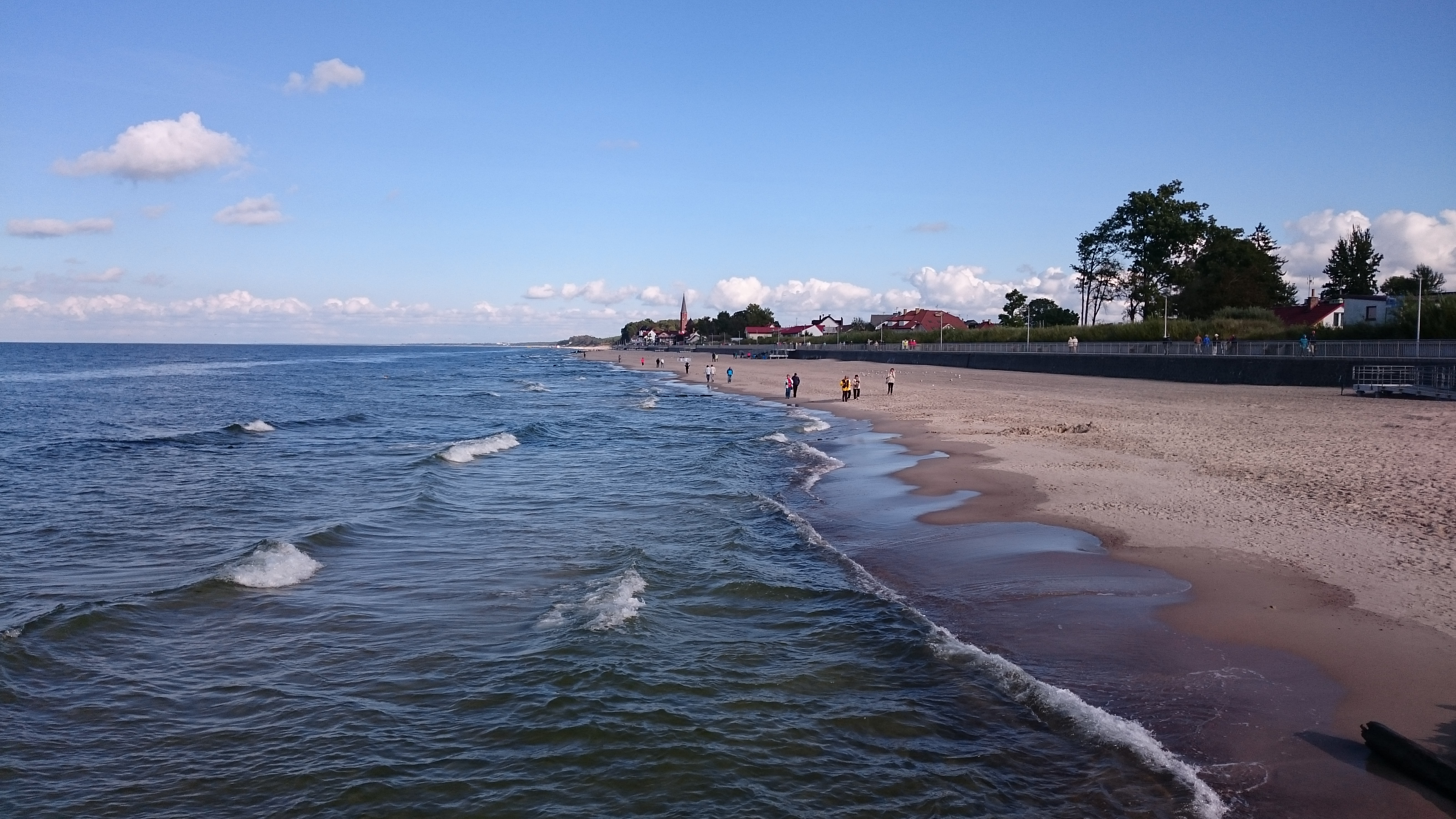
Plaża i promenada w Sarbinowie
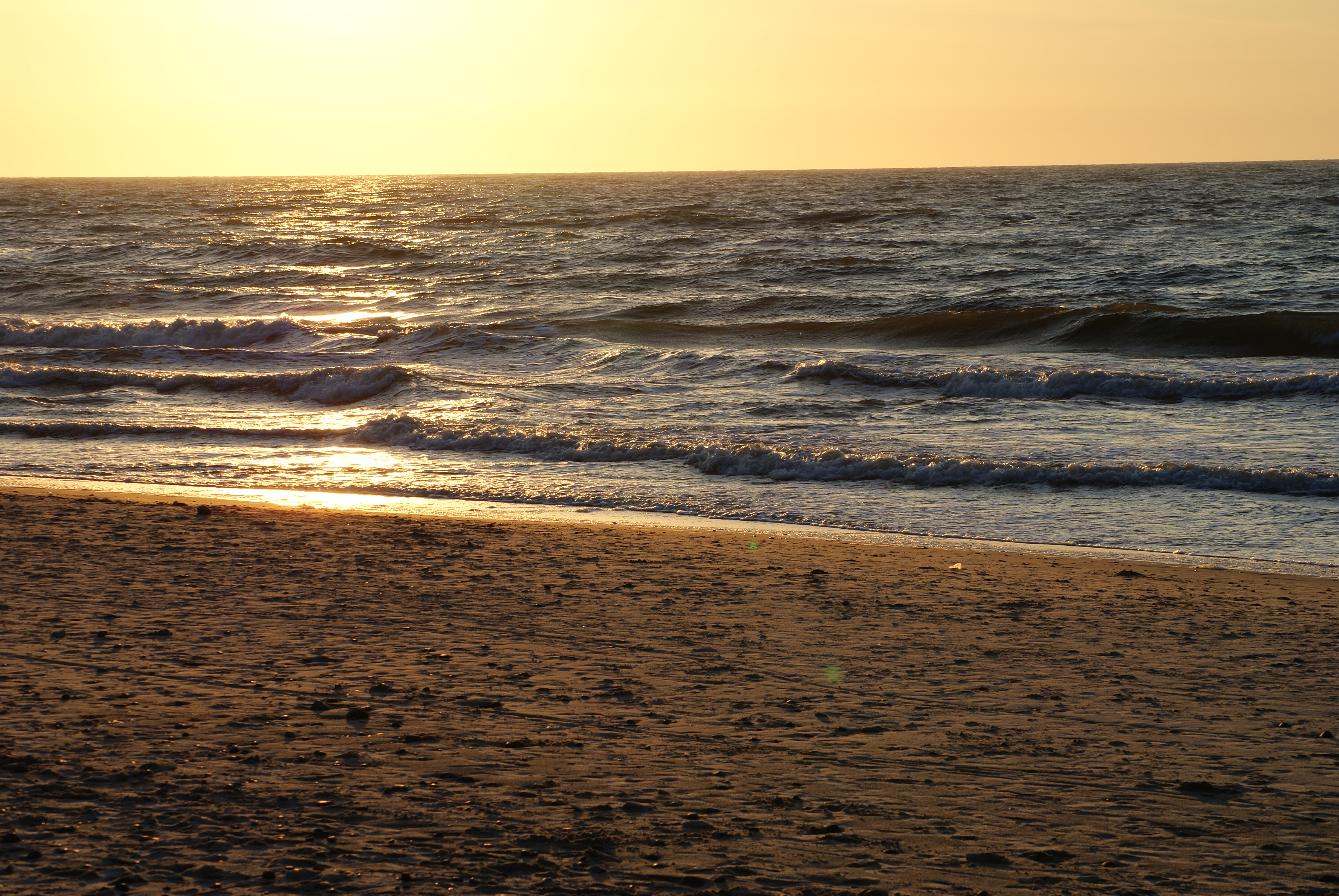
Zachód słońca na plaży w Sarbinowie
- Film prezentujący plażę i promenadę